# PARBO Bier Cup
De PARBO Bier Cup is een tweejaarlijks internationaal voetbaltoernooi, dat georganiseerd wordt door de Stichting Internationaal Voetbal Suriname (SIVS) waarvan Stanley Menzo voorzitter is. De bierbrouwer Parbo is sponsor van het voetbaltoernooi.

## Edities

### PARBO Bier Cup 2004
In 2004 namen twee landenteams, de Nederlandse Antillen en Suriname en twee Surinaamse clubs, SV Transvaal en SV Leo Victor aan het toernooi deel.
De Nederlandse Antillen werden winnaar met zeven punten. De Antillianen wisten zich na twee overwinningen tegen Transvaal (2-1) en Leo Victor (3-2) en een gelijkspel tegen Suriname (1-1) winnaar van de eerste PARBO Bier Cup.

### PARBO Bier Cup 2005
De PARBO Bier Cup 2005 was de tweede editie van het toernooi. Deelnemers waren de Nederlandse club RKC Waalwijk en de Surinaamse clubs SV Transvaal, FCS Navional en SBCS.
RKC won alle wedstrijden en daarmee het toernooi. Hierna kwamen Transvaal, Nacional en SBCS met ieder één overwinning op basis van het doelsaldo.

### PARBO Bier Cup 2007
De PARBO Bier Cup van 2007 was de derde editie van het voetbaltoernooi. Deelnemers waren de nationale elftallen onder de 23 jaar van Frans-Guyana, Guyana en Suriname en de Suriprofs.
Het Surinaams elftal U-23 werd winnaar met zeven punten. Zij wisten zich na een overwinning op Guyana (2-1), een gelijkspel tegen Frans-Guyana (0-0) en een overwinning op de Suriprofs (1-0) winnaar van de tweede PARBO Bier Cup.

### PARBO Bier Cup 2009
De PARBO Bier Cup van 2009 was de vierde editie van het voetbaltoernooi en werd gehouden op 3, 5 en 7 juni. Er namen vier ploegen deel, namelijk de landenteams van Antigua & Barbuda, Guyana, Frans-Guyana en Suriname, dat vertegenwoordigt werd door een gemengde selectie bestaande uit spelers van de Natio (Surinaams nationaal elftal) en de Suriprofs..

#### Wedstrijden
|             |                             |       |           |                                     |
| 3 juni 2009 | Antigua en Barbuda          | 2 - 1 | Guyana    | André Kamperveenstadion, Paramaribo |
| 3 juni 2009 | Fredericks 79' Griffith 90' |       | 34' Parks | André Kamperveenstadion, Paramaribo |

|             |                 |                    |              |                                     |
| 3 juni 2009 | Natio/Suriprofs | 0 – 2              | Frans-Guyana | André Kamperveenstadion, Paramaribo |
| 3 juni 2009 |                 | Loan Azor 12' onb. |              | André Kamperveenstadion, Paramaribo |

|                           |               |       |                    |                                     |
| 5 juni 2009 19:00 (UTC−3) | Frans-Guyana  | 2 – 1 | Antigua en Barbuda | André Kamperveenstadion, Paramaribo |
| 5 juni 2009 19:00 (UTC−3) | onb. Yemounou |       | 18' onb.           | André Kamperveenstadion, Paramaribo |

|                           |                                                            |       |           |                                     |
| 5 juni 2009 21:00 (UTC−3) | Natio/Suriprofs                                            | 5 – 1 | Guyana    | André Kamperveenstadion, Paramaribo |
| 5 juni 2009 21:00 (UTC−3) | Lens 23', 48' Drenthe 52' Sordam 86' Madramosto 93' (e.d.) |       | 30' Grant | André Kamperveenstadion, Paramaribo |

|             |                            |       |                      |                                     |
| 7 juni 2009 | Frans-Guyana               | 3 – 2 | Guyana               | André Kamperveenstadion, Paramaribo |
| 7 juni 2009 | onb. 21' onb. 53' onb. 72' |       | 26' Gilkes 64' Parks | André Kamperveenstadion, Paramaribo |

|             |                 |       |                    |                                     |
| 7 juni 2009 | Natio/Suriprofs | 1 – 0 | Antigua en Barbuda | André Kamperveenstadion, Paramaribo |
| 7 juni 2009 | Pokie           |       |                    | André Kamperveenstadion, Paramaribo |

#### Eindstand
| Team               | Gsp | GW | G | V | DV | DT | DS | Pts |
| ------------------ | --- | -- | - | - | -- | -- | -- | --- |
| Frans-Guyana       | 3   | 3  | 0 | 0 | 6  | 3  | +6 | 9   |
| Natio/Suriprofs    | 3   | 2  | 0 | 1 | 6  | 3  | +3 | 6   |
| Antigua en Barbuda | 3   | 1  | 0 | 2 | 3  | 4  | −1 | 3   |
| Guyana             | 3   | 0  | 0 | 3 | 4  | 10 | −6 | 0   |

#### Selectie Suriname (Natio/Suriprofs)
| Po. | Naam              | Club                 | Land                | Gespeeld 1 | Goals |
| G   | Rodney Ubbergen   | Telstar              | Vlag van Nederland  | 1          | 0     |
| G   | André Zebeda      | SV Robinhood         | Vlag van Suriname   | 0          | 0     |
| D   | Marlon Felter     | Walking Boyz Company | Vlag van Suriname   | 1          | 0     |
| D   | Rinaldo Lupson    | Walking Boyz Company | Vlag van Suriname   | 1          | 0     |
| D   | Gregory Pokie     | Walking Boyz Company | Vlag van Suriname   | 0          | 0     |
| D   | Naldo Kwasie      | SV Transvaal         | Vlag van Suriname   | 0          | 0     |
| D   | Steve Olfers      | Aalborg BK           | Vlag van Denemarken | 0          | 0     |
| D   | Milano Koenders   | N.E.C.               | Vlag van Nederland  | 1          | 0     |
| D   | Kelvin Maynard    | FC Volendam          | Vlag van Nederland  | 0          | 0     |
| D   | Hesdey Suart      | Helmond Sport        | Vlag van Nederland  | 1          | 0     |
| D   | Edson Braafheid 2 | FC Twente            | Vlag van Nederland  | 0          | 0     |
| D   | Sigourney Bandjar | SBV Excelsior        | Vlag van Nederland  | 1          | 0     |
| M   | Germaine van Dijk | SV Robinhood         | Vlag van Suriname   | 1          | 0     |
| M   | Emilio Limón      | SV Robinhood         | Vlag van Suriname   | 1          | 0     |
| M   | Ives Vlijter      | Inter Moengotapoe    | Vlag van Suriname   | 1          | 0     |
| M   | Romano Sordam     | SV Transvaal         | Vlag van Suriname   | 0          | 0     |
| M   | Edgar Davids      | Clubloos             | Vlag van Nederland  | 3          | 0     |
| M   | Anduele Pryor     | SBV Vitesse          | Vlag van Nederland  | 0          | 0     |
| A   | Giovanni Drenthe  | SV Voorwaarts        | Vlag van Suriname   | 2          | 1     |
| A   | Gregory Rigters   | SV Voorwaarts        | Vlag van Suriname   | 0          | 0     |
| A   | Claudio Pinas     | Inter Moengotapoe    | Vlag van Suriname   | 1          | 0     |
| A   | Touvarno Pinas    | Telstar              | Vlag van Nederland  | 0          | 0     |
| A   | Leroy George      | FC Utrecht           | Vlag van Nederland  | 1          | 0     |
| A   | Jeremain Lens     | AZ Alkmaar           | Vlag van Nederland  | 3          | 2     |

### PARBO Bier Cup 2011
In 2011 ging het toernooi niet door omdat er in het André Kamperveenstadion door de vaste sponsors van de Surinaamse Voetbal Bond te weinig plaats over bleef voor de hoofdsponsor.

### PARBO Bier Cup 2012
Aan de editie van 2012 namen deel de Suriprofs/Natio, Guyana en de Nederlandse Eredivisieclub Vitesse. Vitesse werd uiteindelijk de winnaar van de cup, en Vitesse-speler Jonathan Reis won de gouden schoen als meest waardevolle speler van het toernooi.
Selectie Vitesse: Patrick van Aanholt, Just Berends, Alexander Büttner, Brahim Darri, Jan-Arie van der Heijden, Nicky Hofs, Julian Jenner, Mart Lieder, Alex Santos da Vitória, Anderson Santos da Vitória, Sander van de Streek, Frank van der Struijk, Jonathan Reis, Eloy Room, Piet Velthuizen, Wimilio Vink, Michihiro Yasuda. Trainer: John van den Brom.

#### Wedstrijden
|                           |                                               |         |                                |                                                                                     |
| 23 mei 2012 20:00 (UTC−3) | Vitesse                                       | 4 - 2   | Guyana                         | André Kamperveenstadion, Paramaribo Toeschouwers: 1.000 Scheidsrechter: Andy Pierau |
| 23 mei 2012 20:00 (UTC−3) | Reis 9' 16' Van Aanholt 38' Dennis 63' (e.d.) | Verslag | 43' (pen.) Benfield 69' Joseph | André Kamperveenstadion, Paramaribo Toeschouwers: 1.000 Scheidsrechter: Andy Pierau |

|                           |                 |         |                               |                                                         |
| 25 mei 2012 20:00 (UTC−3) | Suriprofs/Natio | 1 - 2   | Guyana                        | André Kamperveenstadion, Paramaribo Toeschouwers: 2.500 |
| 25 mei 2012 20:00 (UTC−3) | Koenders 80'    | Verslag | 49' (pen.) Benfield ?' Wilson | André Kamperveenstadion, Paramaribo Toeschouwers: 2.500 |

|                           |                 |         |                      |                                                                                           |
| 27 mei 2012 18:00 (UTC−3) | Suriprofs/Natio | 1 - 2   | Vitesse              | André Kamperveenstadion, Paramaribo Toeschouwers: 3.900 Scheidsrechter: Enrico Wijngaarde |
| 27 mei 2012 18:00 (UTC−3) | Schmeltz 86'    | Verslag | 54' Reis 82' Berends | André Kamperveenstadion, Paramaribo Toeschouwers: 3.900 Scheidsrechter: Enrico Wijngaarde |

| Team            | Gsp | GW | G | V | DV | DT | DS | Pts |
| --------------- | --- | -- | - | - | -- | -- | -- | --- |
| Vitesse         | 2   | 2  | 0 | 0 | 6  | 3  | +3 | 6   |
| Guyana          | 2   | 1  | 0 | 1 | 4  | 5  | −1 | 3   |
| Suriprofs/Natio | 2   | 0  | 0 | 2 | 2  | 4  | −2 | 0   |